# جوزف موزیل

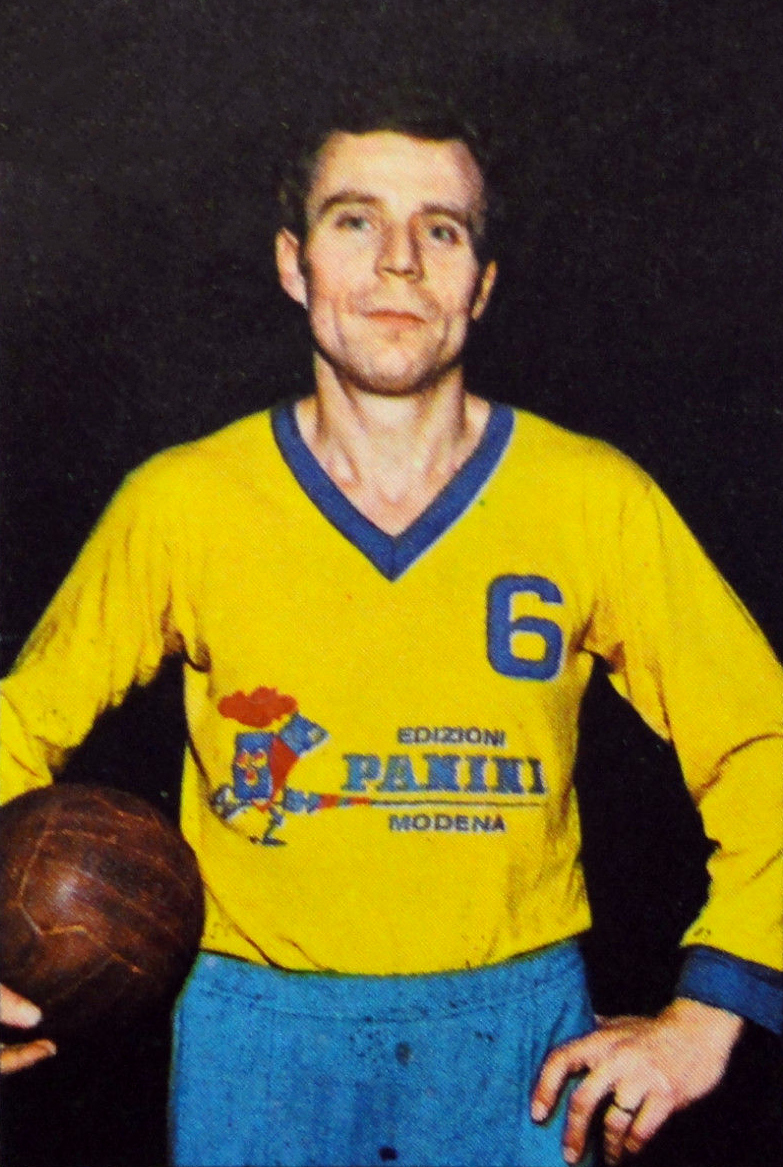
جوزف موزیل - ۱۹۶۹

جوزف موزیل (انگلیسی: Josef Musil) (متولد ۳ ژوئیه ۱۹۳۲) بازیکن بازنشسته والیبال اهل چکسلواکی است. جوزف در دو المپیک ۹۶۴ و ۱۹۶۸ در ترکیب تیم ملی چک حضور داشت. او در سال ۱۹۶۴ مدال نقره المپیک را به دست آورد بود. چهار سال بعد، او مدال برنز را با تیم چکسلواکی در مسابقات المپیک ۱۹۶۸ به دست آورد؛ که در مجموع دو المپیک در نوزده بازی تیم ملی چک حضور داشت.